# Naturwissenschaftlich-Technische Universität Pohang
Die Technisch-Naturwissenschaftliche Universität Pohang (POSTECH) ist eine weltweit renommierte Universität in Pohang. 1998 wurde sie von Asiaweek als beste Wissenschafts- und Technologieuniversität in Asien eingestuft.
Gemeinsam mit der Max-Planck-Gesellschaft betreibt die Universität das Max Planck-POSTECH/Hsinchu Center for Complex Phase Materials, das der die Modellierung und Herstellung hochreiner Materialien und Stoffverbünde (Phasentransformation) verschrieben ist. Beteiligt sind unter anderem das Max-Planck-Institut für Chemische Physik fester Stoffe und das Max-Planck-Institut für Festkörperforschung.